# قوانین دریانوردی
حقوق دریایی (انگلیسی: Admiralty law/Maritime law) مجموعه‌ای از قوانینی است که بر مسائل مربوط به حمل و نقل دریایی، مالکیت کشتی‌ها و خدمه آن و اختلافات دریایی خصوصی حاکم است. حقوق دریایی از زیرشاخه‌های حقوق داخلی و متناسب نظام‌های حقوقی حاکم بر کشورها ذیل حقوق مدنی یا حقوق تجارت تقسیم‌بندی می‌گردد. حقوق دریایی شامل قوانین داخلی در مورد فعالیت‌های دریایی و مرتبط با حقوق بین‌الملل خصوصی، حقوق تجارت بین‌المللی و حقوق بازرگانی و گمرکی در داخل کشورها است که بر روابط بین طرف‌های خصوصی فعال در حوزه بازرگانی از طریق دریا یا در خصوص مسائل پیرامون استفاده از کشتی‌های اقیانوس پیما جهت حمل و نقل یا باربری دریایی حاکم است. در حالی که هر حوزهٔ قضایی معمولاً قوانین ویژهٔ خود را در مورد مسائل دریایی دارد، ماهیت بین‌المللی موضوع و نیاز به یکنواختی از سال ۱۹۰۰ منجر به تحولات حقوق بین‌المللی دریایی از جمله معاهدات چندجانبه متعددی شده است. 
قوانین دریانوردی متفاوت از حقوق دریایی است و ناظر بر اصول و قواعد فنی حاکم بر تردد دریایی است که عموماً مربوط به وظایف و تخصص خدمه کشتی‌ها یعنی فرماندهان، افسران و مهندسین آن می‌باشد.
دوستانی که با ویکی‌پدیا آشنایی کامل دارند نسبت به اصلاح عنوان از «قوانین دریانوردی» به اصطلاح صحیح «حقوق دریایی» اقدام بفرمایند

## مفهوم، قلمرو و ارتباط با سایر شاخه‌های حقوق

### ویژگی خاص پهنه‌های آبی
ویژگی پهنه‌های آبی ممتاز بودن در تقسیم مناطق به سرزمین‌های حاکمیتی و مشترک برای بهره‌برداری بین‌المللی است. همچون آسمان، آب‌ها هم از وضعیت اقتداری دولت‌ها نسبت به خود بهره‌مند هستند و در برخی مناطق حق و اصل آزادی تردد همگانی برقرار است. این وضعیت موجب می‌شود تا پهنه‌های آبی با رژیم‌های خاصی که از تلفیق و هماهنگی مقررات بین‌المللی با مقررات داخلی به وجود می‌آید اداره شود.

### حقوق بین‌الملل دریاها International law of the sea
شاخه ای از حقوق بین‌الملل عمومی است که به تعیین شرایط اعمال میزان اقتدار دولت‌ها نسبت به آب‌های روی زمین و نیز انجام هماهنگی‌ها برای تسهیل تجارت جهانی از طریق دریا می‌پردازد. اعلان قواعد حاکم بر تعیین مرزها و مناطق دریایی، تعیین حقوق، تعهدات و وظایف کشورها، کشتی‌ها و تمامی اشخاص در مناطق مختلف آبی، حل و فصل اختلافات کشورها پیرامون اختلافات حادث شده مرتبط با آب‌ها، جزایر، آب‌های آزاد و … از جمله قلمروهای حقوق بین‌الملل دریاها است. کنوانسیون ۱۹۸۲میلادی سازمان ملل متحد در مورد حقوق دریاها که به عنوان شالوده نظام حاکم بر روابط بین‌المللی پیرامون دریاها محسوب می‌شود، توسط ۱۶۷ کشور و اتحادیه اروپا تصویب شده است و اختلافات در دادگاه ITLOS در هامبورگ حل و فصل می‌شود. سابقاً کنوانسیون‌های چهارگانه ۱۹۵۸ تنظیم کننده روابط بین‌المللی در خصوص نظام حقوقی حاکم بر دریاها بوده است.

### سازمان جهانی دریانوردی IMO
سازمان مزبور به عنوان سازمان بین‌المللی مجری توافق‌های انجام پذیرفته توسط دولت‌های عضو در خصوص قواعد حاکم بر تردد دریایی جهت حمل و نقل می‌باشد. کارویژه این سازمان در واقع تلاش برای هماهنگی و همسویی قواهد موجود داخلی و بین‌المللی راجع به حمل و نقل دریایی از طریق پیشنهاد کنوانسیون‌ها و نیز ایجاد ساختارهای تشکیلاتی و همچنین تنظیم و ابلاغ دستورالعمل‌ها می‌باشد. هم‌اکنون این سازمان ۱۷۵ عضو دارد. کشور ایران در سال ۱۹۵۸ میلادی عضو این سازمان گردیده است. تعیین مسیرهای تردد دریایی با هماهنگی کشورهای ساحلی، تعیین کیفیت ارائه خدمات بندری و تعیین نرخ‌های بندری جهت پهلوگیری و خدمات نیازمند امداد، ثبت کشتی‌های جدید و همچنین نقل و انتقالات کشتی از جمله وظایف محوله به سازمان مزبور است.
سازمان جهانی دریانوردی در جهت نیل به اهداف و وظایف پیش شده خویش، تا کنون کنوانسیون‌های مختلفی را تهیه نموده و برای امضا و اجرایی نمودن به اعضا پیشنهاد داده است. این کنوانسیون‌ها عامل حرکت جامعه جهانی به سوی یکنواختی قانونی در جهت تسهیل حمل و نقل و تردد دریایی می‌باشد. کشور ایران نیز عضو بسیاری از این کنوانسیون‌ها می‌باشد.

### حقوق جنگ دریایی Laws of the Naval warfare
حقوق جنگ شاخه‌ای از حقوق بین‌الملل عمومی و حقوق جنگ دریایی نیز زیرمجموعه حقوق جنگ می‌باشد.

## ایران و حقوق دریایی

### قانون دریایی
کشور ایران در سال دهه چهل و پنجاه شمسی پیرو رخدادهای شگرف در زمینه حقوق دریایی و تحولات ایجاد شده در صنعت دریانوردی، با الهام از قانون تجارت کشور فرانسه، کنوانسیون‌هایی همچون لاهه و نیز عرف‌های موجود داخلی و جهانی اقدام به تهیه و تصویب قانون دریایی مصوب ۱۳۴۳ می‌نمایند. هم‌اکنون و پس از ۶۰ سال از تصویب قانون مذکور صرفاً در سال ۱۳۹۱ برخی مواد مورد اصلاح واقع شد و این در حالی است که نیاز مبرم کشور به بروزرسانی قانون مزبور احساس می‌شود و علی‌رغم تذکرات جدی اساتید و بزرگان آکادمیک کشور و فعال در حوزه حقوق دریایی، دریانوردی و بازرگانی و حمل و نقل دریایی، تاکنون اقدام جدی صورت نپذیرفته است. البته از سال ۱۴۰۲ لایحه‌ای در دولت جهت اصلاح و بازبینی قانون مزبور در دست تهیه می‌باشد.

### سازمان بنادر و دریانوردی
این سازمان که رئیس آن معاون وزیر راه و شهرسازی بوده و به لحاظ اداری زیر مجموعه وزارت مزبور در ایران می‌باشد، همچنین به عنوان نماینده رسمی کشور ایران در سازمان بین‌المللی دریانوردی نیز عمل می‌نماید. کشور ایران عضو IMO می‌باشد.

### شرکت کشتیرانی جمهوری اسلامی ایران
شرکت کشتیرانی ج.ا. ا یا IRISL با داشتن ناوگانی بیش از ۱۰۰ فروند کشتی، بزرگ‌ترین شرکت حمل و نقل دریایی داخلی و نیز جزو بزرگ‌ترین شرکت‌های دریایی جهانی می‌باشد.

## حمل و نقل دریایی و تجارت
هم‌اکنون بنابر آمار رسمی ۸۰ درصد حمل و نقل جهان از طریق دریا انجام می‌پذیرد. مطابق گزارش آنکتاد طی سال ۲۰۲۱، ۱۱ بیلیون تن کالا از طریق دریایی جابجا شده است.

## حقوق دریایی در محافل علمی

### جهان
در سطح جهانی کشورهای پیشرفته و متکی به دریا همچون هلند، بریتانیا، ایالات متحده و برخی کشورهای دیگر اروپایی و آسیایی اقدام به تأسیس کالج‌ها و دانشکده‌های حقوق دریایی نموده‌اند. در بسیاری از دانشگاه‌های آسیا، اروپا و آمریکا رشته تخصصی حقوق دریایی در مقاطع دکتری و کارشناسی ارشد ایجاد شده است.

### ایران
تحولات جهانی در این زمینه به کشور ایران نیز تأثیر گذاشته و منجر به تأسیس مراکز آموزش عالی جهت آموزش اصول و فنون دریانوردی و پرورش افراد متخصص در زمینه حمل و نقل دریایی شده است. لیکن در حوزه حقوق دریایی به صورت تخصصی اقدام قابل توجهی رخ نداده است. حتی پس از ۶۰ سال از تصویب قانون دریایی فصل مربوط به ایجاد دادگاه‌های تخصصی دریایی نیز عملی نگردیده که لازمه آن پرورش دادرسان متخصص در حقوق دریایی می‌باشد. در ایران درس حقوق دریایی در مقطع کارشناسی طی ۲ واحد به دانشجویان ارائه می‌شود. در مقاطع ارشد رشته‌های حقوق بین‌الملل، حقوق خصوصی و حقوق تجارت بین‌الملل جزو دروس اختیاری می‌باشد.

#### سرفصل‌های حقوق دریایی
در حقوق دریایی از مسائل مرتبط به کشتی و همچنین از حقوق، تکالیف و مسئولیت ارکان و اشخاص مرتبط با حمل دریایی بحث می‌شود.
- ماهیت کشتی، ثبت و نقل و انتقال آن
- حقوق، تعهدات و وظایف خدمه کشتی اعم از فرمانده، افسران، مهندسین و سایر خدمه
- حقوق و وظایف نظارتی در بنادر توسط دولت‌های ساحلی
- رهن و اجاره (کشتی) دریایی
- حمل و نقل یا باربری دریایی
- کمک و نجات در دریا
- خسارت مشترک دریایی
- مسئولیت مالکین کشتی
- حقوق ممتاز کشتی